# William Kotzwinkle
William Kotzwinkle (* 22. November 1943 in Scranton, Pennsylvania) ist ein amerikanischer Schriftsteller.

## Leben
Kotzwinkle besuchte das Rider College in New Jersey und die Pennsylvania State University. Nach verschiedenen Jobs begann er 1968 mit dem Schreiben und erhielt seitdem mehrere literarische Auszeichnungen. 1970 heiratete er die Schriftstellerin Elizabeth Gundy und zog mit ihr nach New Brunswick in Kanada. Seit 1983 leben sie an der Küste von Maine.
Kotzwinkle ist Autor phantastisch-skurriler Geschichten. Für den Roman Doctor Rat (deutsch Dr. Ratte), der aus der Sicht einer alternden Laboratoriumsratte vom Aufstand der intelligent gewordenen Tiere gegen die Menschen erzählt, erhielt er 1977 den World Fantasy Award.
Einem breiteren Publikum bekannt wurde Kotzwinkle als Autor der Romanadaption des Kinofilms E.T. – Der Außerirdische (basierend auf dem Drehbuch von Melissa Mathison), die eine Auflage von über 3 Millionen erreichte. Auf Grundlage einer Geschichte von Steven Spielberg schrieb Kotzwinkle eine Fortsetzung, E.T.: The Book of the Green Planet, die auf dem Heimatplaneten der außerirdischen Hauptfigur spielt. Er schrieb auch eine Romanfassung zu Superman III und das Drehbuch des Horrorfilms Nightmare on Elm Street 4 (1988). 
Außerdem ist Kotzwinkle Verfasser zahlreicher Kinderbücher, darunter sein erstes Buch, The Fireman (1969).
Ein Großteil von Kotzwinkles Romanen wurde ins Deutsche übersetzt. Sein komischer Roman Fan Man erreichte als Taschenbuch eine Auflage von 100.000 Exemplaren.

## Auszeichnungen
- 1972 National Magazine Award A Most Incredible Meal
- 1975 National Magazine Award Swimmer in the Secret Sea
- 1977 World Fantasy Award Doctor Rat

## Bibliografie
Romane
- Hermes 3000 (1972)
- The Fan Man (1974)
  - Fan man. Übersetzt von Dirk Mülder. Rogner und Bernhard, 1978, ISBN 3-8077-0094-3. Auch als: rororo #4592, 1980, ISBN 3-499-14592-8.
- Night Book (1974)
  - Deutsch: Nachtgeschichten. Übersetzt von Udo Breger. Rogner und Bernhard, 1978, ISBN 3-8077-0103-6. Auch als: rororo #4897, 1982, ISBN 3-499-14897-8.
- Swimmer in the Secret Sea (1975)
  - Deutsch: Schwimmer im dunklen Strom. Übersetzt von Hans Pfitzinger. Rogner und Bernhard, 1979, ISBN 3-8077-0136-2. Auch als: dtv #1799, 1982, ISBN 3-423-01799-6.
- Doctor Rat (1976)
  - Deutsch: Dr. Ratte. Übersetzt von Benjamin Schwarz. Rogner und Bernhard bei Zweitausendeins, 1984, ISBN 3-8077-0207-5. Auch: rororo #5685, 1986, ISBN 3-499-15685-7.
- Fata Morgana (1977)
  - Deutsch: Fata Morgana. Übersetzt von Dirk Mülder. Rogner und Bernhard, 1979, ISBN 3-8077-0113-3. Auch als: rororo #4986, 1982, ISBN 3-499-14986-9.
- Herr Nightingale and the Satin Woman (1978)
- Jack in the Box (1980, auch als Book of Love, 1990)
  - Deutsch: Jack in the box. Übersetzt von Harry Rowohlt. Knaur TB #1198, 1985, ISBN 3-426-01198-0.
- Christmas at Fontaine's (1982)
  - Deutsch: Weihnachten für Wellensittiche. Übersetzt von Harry Rowohlt. Knaur TB #1186, 1984, ISBN 3-426-01186-7.
- E.T. the Extra-Terrestrial in His Adventure on Earth (1982, Romanfassung)
  - Deutsch: E.T. der Außerirdische und seine Abenteuer auf der Erde. Nach dem Drehbuch von Melissa Mathison. Übersetzt von Uta McKechneay. Heyne #6065, 1982, ISBN 3-453-01722-6. Auch: Zsolnay, 1982, ISBN 3-552-03513-3. Auch: Rororo #20797 / rororo Rotfuchs, 1997, ISBN 3-499-20797-4.
- E.T. The Extra-Terrestrial: Storybook, (1982, Jugendbuch)
  - Deutsch: E. T. der Ausserirdische: Ein Bilderbuch zum Film von Steven Spielberg. Übersetzt von Hans Erik Hausner. Ueberreuter, 1982, ISBN 3-8000-1222-7.
- Great World Circus (1983)
- Superman III (1983)
  - Deutsch: Superman 3. Nach einem Drehbuch von David Newman und Leslie Newman. Übersetzt von Uta McKechneay. Heyne #6334, 1984, ISBN 3-453-01879-6.
- Queen of Swords (1984)
  - Deutsch: Königin der Schwerter. Übersetzt von Harry Rowohlt. Droemer Knaur, 1985, ISBN 3-426-19163-6.
- E.T.: The Book of the Green Planet (1985)
  - Deutsch: E. T., das Buch vom grünen Planeten. Übersetzt von Hartmut Zahn. Heyne #6516, 1985, ISBN 3-453-02096-0.
- Seduction in Berlin (1985, episches Gedicht, illustriert von Joe Servello)
- The Exile (1987)
  - Deutsch: Filmriss. Übersetzt von Hans Pfitzinger. Eichborn, 1987, ISBN 3-8218-0140-9. Auch: Rororo #13640, 1997, ISBN 3-499-13640-6.
- The Midnight Examiner (1989)
  - Deutsch: Mitternachtspost. Übersetzt von Walter Hartmann. Rororo #12802, 1990, ISBN 3-499-12802-0.
- The Game of Thirty (1994)
  - Deutsch: Das Pharaonenspiel. Übersetzt von Hans Pfitzinger. Rororo #13678, 1996, ISBN 3-499-13678-3.
- The Bear Went Over the Mountain (1996)
  - Deutsch: Ein Bär will nach oben. Übersetzt von Hans Pfitzinger. Eichborn, 1997, ISBN 3-8218-0374-6. Auch: Rororo #13895, 1998, ISBN 3-499-13895-6.
- The Amphora Project (2005)
  - Deutsch: Das Amphora-Projekt. Übersetzt von Hans Pfitzinger. Heyne, 2007, ISBN 3-453-52219-2.

Sammlungen
- Elephant Bangs Train (1971)
  - Deutsch: Elefant rammt Eisenbahn. Übersetzt von Nikolaus Hansen. rororo #5160, 1983, ISBN 3-499-15160-X.
- Trouble in Bugland (1983)
- Jewel of the Moon (1985)
  - Deutsch: Mondjuwel. Übersetzt von Nikolaus Hansen. Rororo #12166, 1988, ISBN 3-499-12166-2.
- Hearts of Wood and Other Timeless Tales (1986)
- The Hot Jazz Trio (1989)
  - Deutsch: Hot-Jazz-Trio. Mit Ill. von Joe Servello. Übersetzt von Bruni Röhm und Gerd Burger. Rororo #12858, 1992, ISBN 3-499-12858-6.
- Tales from the Empty Notebook (1996)

Deutsche Zusammenstellung:
- Der William-Kotzwinkle-Omnibus. Rogner und Bernhard bei Zweitausendeins, 1993, ISBN 3-8077-0292-X.
- Brief an einen Schwan. Übersetzt von Nikolaus Hansen. Rororo #22025, 1996, ISBN 3-499-22025-3.

Kurzgeschichten
- A Most Incredible Meal (1971)
- Elephant Bangs Train (1971)
- Elephant's Graveyard (1971)
- Follow the Eagle (1971)
- Marie (1971)
- Nippy (1971)
- Soldier in the Blanket (1971)
- Stroke of Good Luck: A True Nurse Romance (1971)
- The Bird Watcher (1971)
- The Doorman (1971)
- The Great Liar (1971)
- The Jewel of Amitaba (1971)
- The Magician (1971)
- The Trap (1971)
- Tiger Bridge (1971)
- Turning Point (1971)
- Fana (1972)
- Mr. Jones's Convention (1974)
- Swimmer in the Secret Sea (1975)
- Victory at North Antor (1975)
- The Philosophy of Sebastian Trump, or, The Art of Outrage (1975, mit Robert Shiarella)
- The Ants Who Took Away Time (1978)
- Dream of Dark Harbor (1979)
- The Curio Shop (1980)
- The Case of the Caterpillar's Head (1983)
- The Case of the Emperor's Crown (1983)
- The Case of the Frightened Scholar (1983)
- The Case of the Headless Monster (1983)
- The Case of the Missing Butterfly (1983)
- Disturbance Reported on a Pipeline (1985)
- Fading Tattoo (1985)
- Jewel of the Moon (1985)
- Letter to a Swan (1985)
- Postcard Found in a Trunk (1985)
- Star Cruisers, Welcome (1985)
- Sun, Moon, and Storm (1985)
- Tell Her You Love Her with a Ring from DAVE'S HOUSE OF DIAMONDS (1985)
- That Winter When Prince Borisov Was Everybody's Favorite (1985)
- The Day Stokowski Saved the World (1985)
- A Man Who Knew His Birds (1985)
- E.T.: The Storybook of the Green Planet (1985)
- Hearts of Wood (1986)
- The Dream of Chuang (1986)
- The Enchanted Horses (1986)
- The Fairy King (1986)
- The Oldest Man (1986)
- The Man Who Wasn't There (1986)
- Fragments of Papyrus from the Temple of the Older Gods (1988)
- Blues on the Nile: A Fragment of Papyrus (1989)
- Boxcar Blues (1989)
- Django Reinhardt Played the Blues (1989)
- Diligence (1996)
- Penman's Paradise (1996)
- The Tiger's Tail (1996)
- Whispering Blades (1996)
- Fausto Garcia Jumps Tonight (1997)

Kinderbücher
- The Fireman (1969)
- The Ship That Came Down the Gutter (1970)
- Elephant Boy: A Story of the Stone Age (1970)
- The Day the Gang Got Rich (1970)
- The Oldest Man and Other Timeless Stories (1971)
- Return of Crazy Horse (1971)
- The Supreme, Superb, Exalted, and Delightful, One and Only Magic Building (1973)
- Up the Alley with Jack and Joe (1974)
- The Leopard’s Tooth (1976)
- The Ant Who Took Away Time (1978)
- Dream ofDark Harbor (1979)
- The Nap Master (1979)
- The Extra Terrestrial Storybook (1982)
- Great World Circus (1983)
- Trouble in Bugland: A Collection of Inspector Mantis Mysteries (1983)
- The World Is Big and I'm So Small (1986)
- The Empty Notebook (1990)